# Cyathea pauciflora
Cyathea pauciflora là một loài thực vật có mạch trong họ Cyatheaceae. Loài này được (Kuhn) Lellinger mô tả khoa học đầu tiên năm 1987.